# 宝祐
宝祐（ほうゆう）は、中国・南宋の理宗の治世に使用された元号。1253年 - 1258年。

## 西暦・干支との対照表
| 宝祐 | 元年   | 2年    | 3年    | 4年    | 5年    | 6年    |
| 西暦 | 1253年 | 1254年 | 1255年 | 1256年 | 1257年 | 1258年 |
| 干支 | 癸丑   | 甲寅   | 乙卯   | 丙辰   | 丁巳   | 戊午   |

## 出来事
- 淳祐12年
  - 8月29日：翌年より踰年改元の詔が下る。
- 宝祐元年
  - 正月：モンゴル軍が漢水を渡ったが、宋軍に迎撃により逃げる。
  - 7月18日：余玠死去。
  - 8月19日：皇宋元宝が発行される。
  - 12月15日：クビライの率いるモンゴル軍が大理国を滅ぼす。
- 宝祐2年
  - 2月1日：秦檜の諡を改めて「謬狠」とする。
  - 3月：合州を攻めたモンゴル軍が守備に阻まれ去る。
  - 閏6月28日：モンゴルの使者が揚州から引返す。
  - 12月2日：両浙・江東・江西・湖南に保甲を割り振り自実法が施行される。
- 宝祐3年
  - 3月7日：辺境の保安を厳しくする詔勅が出る。
  - 6月21日：賈似道が淮東の海賊を討伐する。
  - 7月：吐蕃の西南夷がモンゴルに服属される。
- 宝祐4年
  - 5月14日：羅氏鬼国からモンゴルが西南の辺境を通じて攻め込むという諜報が伝わる。
  - 6月：モンゴルの憲宗がクリルタイを開い、南宋の討滅を決める。
  - 7月：モンゴル軍が叙州に侵寇する。
- 宝祐5年
  - 5月24日：京湖・沿江・海道の水軍に防御を厳しくする詔勅が出る。
  - 10月：モンゴルの南伐軍が出征する。
  - 12月：安南がモンゴルの侵攻を受けて服属される。
- 宝祐6年
  - 2月：モンゴルが南宋に対する全面攻勢を開始。
  - 4月：モンゴル軍が江淮・京湖に来襲する。
  - 9月8日：憲宗が自ら率いる親征軍が漢中に進入する。
  - 12月1日（モンゴル帝国憲宗8年12月2日）：翌年より「開慶」へ踰年改元の詔が下る。

## 他の王朝
- モンゴル帝国 - 憲宗モンケの3年 - 8年